# Quijingue
Quijingue is een gemeente in de Braziliaanse deelstaat Bahia. De gemeente telt 28.143 inwoners (schatting 2009).

## Aangrenzende gemeenten
De gemeente grenst aan Araci, Banzaê, Cansanção, Euclides de Cunha, Monte Santo en Tucano.